# Pointe-Dixon
Pointe-Dixon est une autorité taxatrice de la paroisse de Wellington, située dans le comté de Kent, à l'est du Nouveau-Brunswick. Le village est bordé par la baie de Bouctouche. Il est limitrophe de Cocagne au sud.

## Géographie
L'autorité taxatrice comprend les hameaux de Pointe-Dixon, Saint-François-de-Kent et Saint-Thomas-de-Kent.

## Histoire
Pointe-Dixon est située dans le territoire historique des Micmacs, plus précisément dans le district de Sigenigteoag, qui comprend l'actuel côte Est du Nouveau-Brunswick, jusqu'à la baie de Fundy.
En 1825, le territoire est touché par les Grands feux de la Miramichi, qui dévastent entre 10 000 km2 et 20 000 km2 dans le centre et le nord-est de la province et tuent en tout plus de 280 personnes,.